# Missing Lisa
Missing Lisa ist eine belgisch-deutsche Drama-Miniserie von Zodiak Belgium. Sie besteht aus acht Folgen mit 44 bis 50 Minuten Laufzeit und wurde zwischen dem 22. März 2020 und 10. Mai 2020 von Eén ausgestrahlt. Die deutschsprachige Erstausstrahlung erfolgte am 9. September 2020 auf ZDFneo und wurde am selben Tag auch erstmals in der ZDF Mediathek veröffentlicht.
Die Serie dreht sich um vier Mittzwanziger, die gemeinsam beschließen, den GR 5, einen mehr als 2000 Kilometer langen Fernwanderweg von Hoek van Holland nach Nizza, in Erinnerung an ihre Freundin Lisa zu erwandern, die fünf Jahre zuvor auf demselben Weg auf mysteriöse Weise verschwand. Die schweren körperlichen Anstrengungen und die Spannungen zwischen ihnen werden ihr Leben für immer verändern.
Die Synchronisation wurde von Splendid Synchron GmbH nach Dialogbüchern von Sabine Frommann und Cornelius Frommann unter der Dialogregie von Cornelius Frommann erstellt.
| Darsteller          | Figur               | Dt. Sprecher         |
| ------------------- | ------------------- | -------------------- |
| Violet Braeckman    | Zoë Everaert        | Magdalena Helmig     |
| Boris Van Severen   | Michiel Boodts      | Julius Jellinek      |
| Laurian Callebaut   | Ylena Janssens      | Jessica Rust         |
| Saïd Boumazoughe    | Asim Lakdar         | Julian Tennstedt     |
| Indra Cauwels       | Lisa Mahieu         | Mia Diekow           |
| Lucas Van den Eynde | Piet Mahieu         | Uwe Büschken         |
| Viv Van Dingenen    | Karen Mahieu        | Karin David          |
| Éric Godon          | Pol Martin          | Hans Bayer           |
| Michai Geyzen       | Bart                | Matthias Deutelmoser |
| Emiel Schevenhels   | Storm               | Titus Demirel        |
| Erico Salamone      | Bernard Henri Zakar |                      |

„[Die Serie] könnte eine starke Dramaserie sein – wenn nur weniger geredet würde.“